# الجدار السرفياني

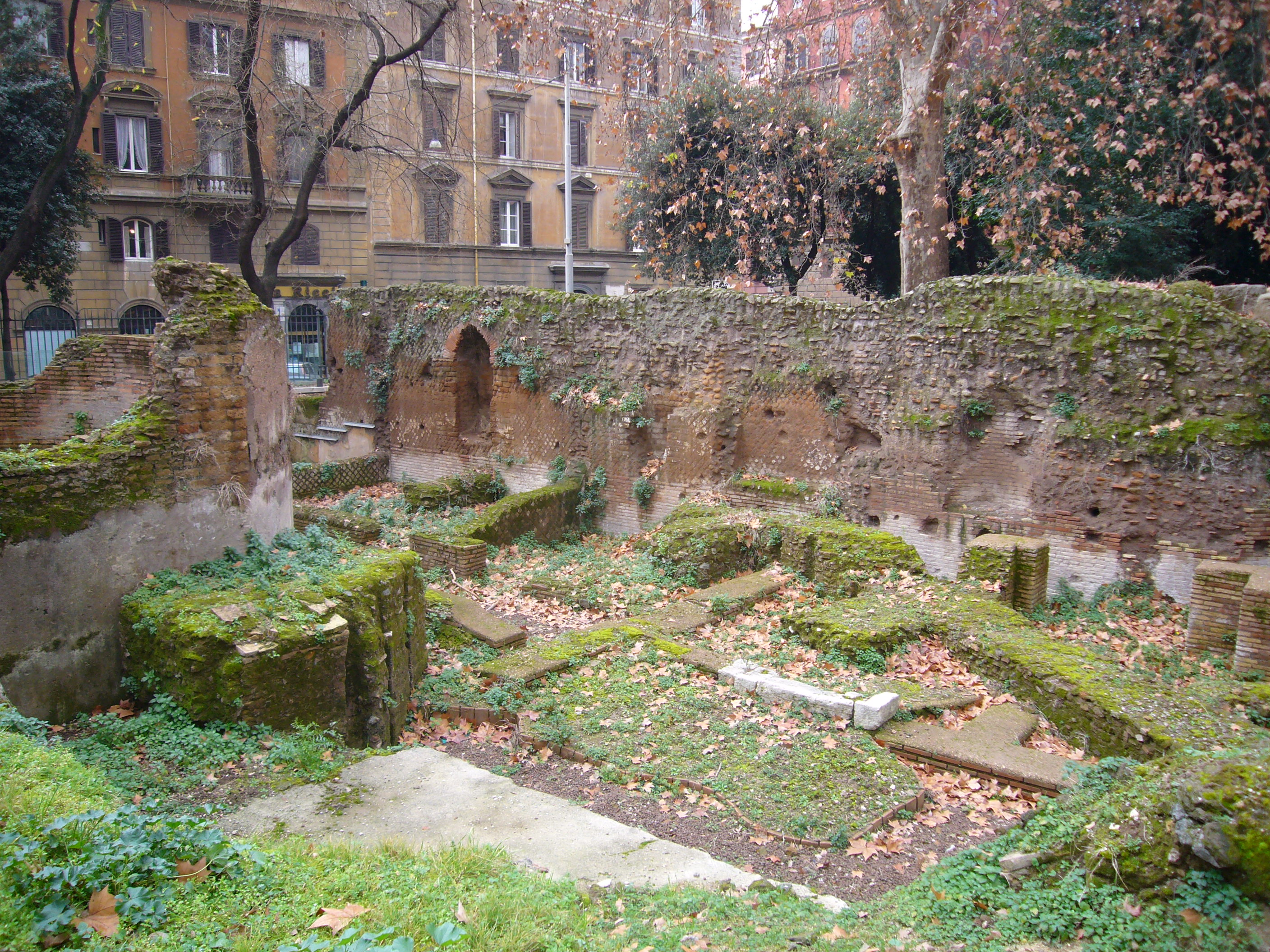
بقايا من الجدار السرفياني في مدينة [روما].

الجدار السرفياني (باللاتينية: Murus Servii Tullii) هو جدار دفاعيٌّ بني حول مدينة روما القديمة خلال القرن الرابع قبل الميلاد. كان يصل ارتفاعه في بعض الأماكن إلى 10 أمتار، وعرضه إلى 3.6 أمتارٍ عند قاعدته، أما طوله فقد كان نحو 11 كيلومتراً ليحيط بالمدينة القديمة كلّها. يعتقد أنه كانت للجدار السرفياني 16 بوَّابة مختلفة، إلا أنَّ هذه المعلومة مأخوذة من كتابات المؤرخين القدماء، ولم يعثر في الواقع على أي بقايا أو أدلة أثرية إلا للقليل من هذه البوابات.

## التاريخ
يعتقد أن الجدار حاز اسمه نسبة إلى الملك الروماني السادس سيرفيوس توليوس. رغم أنَّه من الممكن أن يعود تاريخ هذا الجدار حتى القرن السادس قبل الميلاد، إلا أنَّ الدراسات التي أجريت تشير إلى أن الأجزاء الباقية منه حالياً لا تعود إلا لبداية عهد الجمهورية الرومانية، أي بعد ذلك بنحو قرنين، وقد يكون ذلك كوسيلةٍ لتفادي تكرار نهب روما على أيدي سكان الغال في أعقاب معركة آليا، والذي وقع دون مقاومة تذكر.